# Montsalès
Montsalès est une commune française située dans le département de l'Aveyron en région Occitanie.

## Géographie

### Localisation
Situé sur le rebord du plateau calcaire, à la frontière naturelle du Rouergue Occidental, le village domine la vallée du Lot. Formant une terrasse sur le haut d'une falaise, ce site était naturellement tout indiqué pour l'implantation d'un fort.

### Communes limitrophes
Les communes limitrophes sont  Ambeyrac, Balaguier-d'Olt, Foissac, Ols-et-Rinhodes et Villeneuve.

### Hydrographie

#### Réseau hydrographique

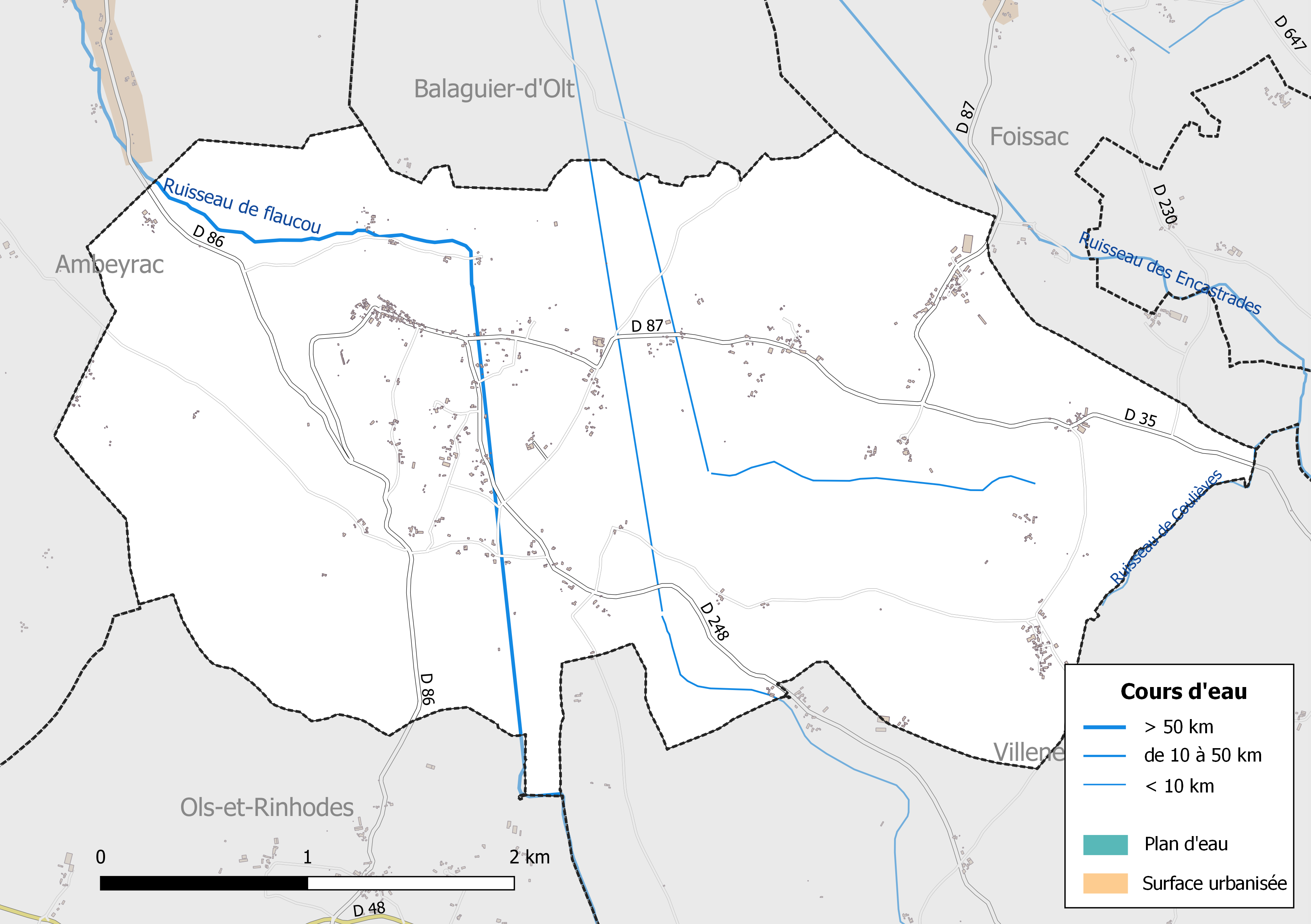
Réseaux hydrographique et routier de Montsalès.

La commune est drainée par le Ruisseau de Flaucou, le ruisseau de Coulièves et par divers petits cours d'eau.
Le Ruisseau de Flaucou, d'une longueur totale de 13,8 km, prend sa source dans la commune de Sainte-Croix et se jette  dans le Lot à Ambeyrac, après avoir arrosé 6 communes.

#### Gestion des cours d'eau
La gestion des cours d’eau situés dans le bassin de l’Aveyron est assurée par l’établissement public d'aménagement et de gestion des eaux (EPAGE) Aveyron amont, créé le 1er janvier 2017, en remplacement du syndicat mixte du bassin versant Aveyron amont,,.

### Climat
Pour des articles plus généraux, voir Climat de l'Occitanie et Climat de l'Aveyron.
En 2010, le climat de la commune est de type climat océanique altéré, selon une étude s'appuyant sur une série de données couvrant la période 1971-2000. En 2020, Météo-France publie une typologie des climats de la France métropolitaine dans laquelle la commune est dans une zone de transition entre le climat océanique altéré et le climat de montagne et est dans la région climatique Ouest et nord-ouest du Massif Central, caractérisée par une pluviométrie annuelle de 900 à 1 500 mm, maximale en automne et en hiver.
Pour la période 1971-2000, la température annuelle moyenne est de 12,3 °C, avec une amplitude thermique annuelle de 15,9 °C. Le cumul annuel moyen de précipitations est de 929 mm, avec 10,4 jours de précipitations en janvier et 6,6 jours en juillet. Pour la période 1991-2020, la température moyenne annuelle observée sur la station météorologique la plus proche, située sur la commune de Villefranche-de-Rouergue à 16 km à vol d'oiseau, est de 12,6 °C et le cumul annuel moyen de précipitations est de 865,1 mm,. Pour l'avenir, les paramètres climatiques de la commune estimés pour 2050 selon différents scénarios d'émission de gaz à effet de serre sont consultables sur un site dédié publié par Météo-France en novembre 2022.

### Milieux naturels et biodiversité

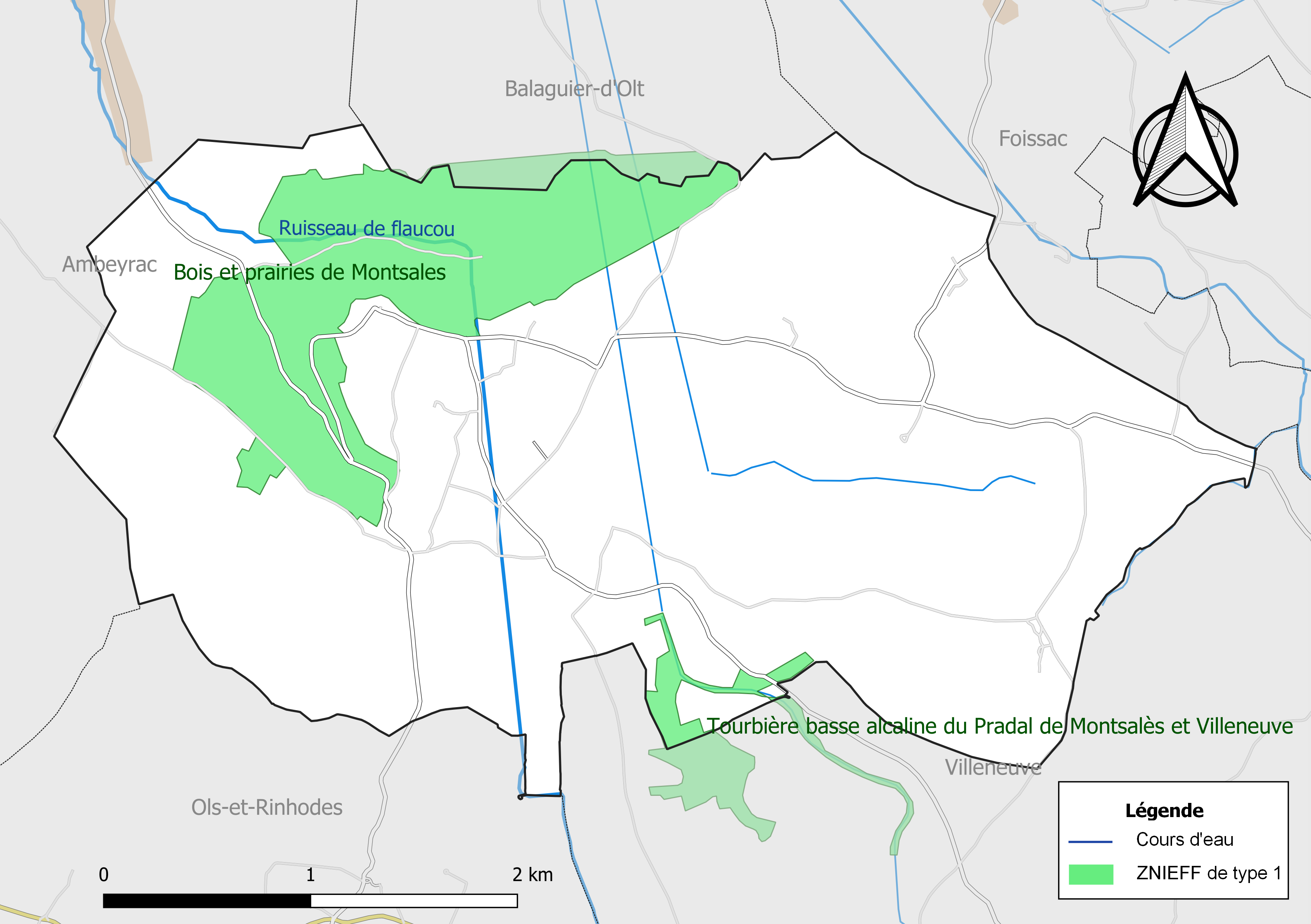
Carte des ZNIEFF de type 1 localisées sur la commune.

L’inventaire des zones naturelles d'intérêt écologique, faunistique et floristique (ZNIEFF) a pour objectif de réaliser une couverture des zones les plus intéressantes sur le plan écologique, essentiellement dans la perspective d’améliorer la connaissance du patrimoine naturel national et de fournir aux différents décideurs un outil d’aide à la prise en compte de l’environnement dans l’aménagement du territoire.
Le territoire communal de Montsalès comprend deux ZNIEFF de type 1,, 
les « Bois et prairies de Montsales » (203,1 ha), couvrant 2 communes du département
et la « Tourbière basse alcaline du pradal de Montsalès et Villeneuve » (28,1 ha), couvrant 2 communes du département.

## Urbanisme

### Typologie
Au 1er janvier 2024, Montsalès est catégorisée commune rurale à habitat très dispersé, selon la nouvelle grille communale de densité à sept niveaux définie par l'Insee en 2022.
Elle est située hors unité urbaine. Par ailleurs la commune fait partie de l'aire d'attraction de Villefranche-de-Rouergue, dont elle est une commune de la couronne,. Cette aire, qui regroupe 34 communes, est catégorisée dans les aires de moins de 50 000 habitants,.

### Occupation des sols

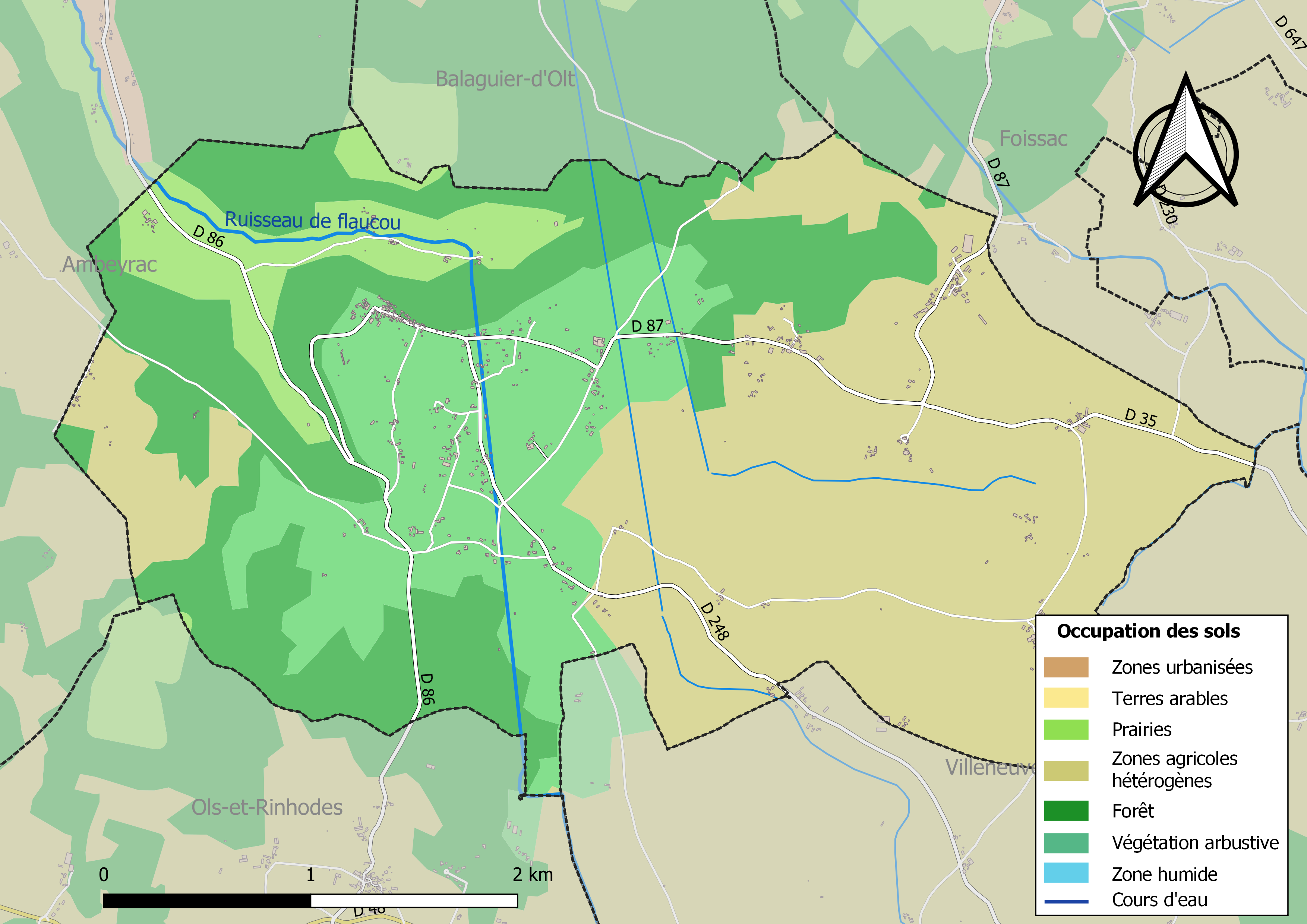
Infrastructures et occupation des sols de la commune de Montsalès.

L'occupation des sols de la commune, telle qu'elle ressort de la base de données européenne d’occupation biophysique des sols Corine Land Cover (CLC), est marquée par l'importance des territoires agricoles (52,7 % en 2018), en augmentation par rapport à 1990 (49,1 %). La répartition détaillée en 2018 est la suivante : 
zones agricoles hétérogènes (45,7 %), forêts (26,6 %), milieux à végétation arbustive et/ou herbacée (20,7 %), prairies (7 %).

### Planification
La loi SRU du 13 décembre 2000 a incité fortement les communes à se regrouper au sein d’un établissement public, pour déterminer les partis d’aménagement de l’espace au sein d’un SCoT, un document essentiel d’orientation stratégique des politiques publiques à une grande échelle. La commune est dans le territoire du SCoT du Centre Ouest Aveyron  approuvé en février 2020. La structure porteuse est le Pôle d'équilibre territorial et rural Centre Ouest Aveyron, qui associe neuf EPCI, notamment Ouest Aveyron Communauté, dont la commune est membre.
La commune disposait en 2017 d'une carte communale approuvée et un plan local d'urbanisme était en élaboration.

### Risques majeurs
Le territoire de la commune de Montsalès est vulnérable à différents aléas naturels : climatiques (hiver exceptionnel ou canicule), feux de forêts et séisme (sismicité très faible).
Il est également exposé à un risque particulier, le risque radon,.

#### Risques naturels
Le Plan départemental de protection des forêts contre les incendies découpe le département de l’Aveyron en sept « bassins de risque » et définit une sensibilité des communes à l’aléa feux de forêt (de faible à très forte). La commune est classée en sensibilité forte.
Les mouvements de terrains susceptibles de se produire sur la commune sont soit des mouvements liés au retrait-gonflement des argiles, soit des effondrements liés à des cavités souterraines. Le phénomène de retrait-gonflement des argiles est la conséquence d'un changement d'humidité des sols argileux. Les argiles sont capables de fixer l'eau disponible mais aussi de la perdre en se rétractant en cas de sécheresse. Ce phénomène peut provoquer des dégâts très importants sur les constructions (fissures, déformations des ouvertures) pouvant rendre inhabitables certains locaux. La carte de zonage de cet aléa peut être consultée sur le site de l'observatoire national des risques naturels Géorisques. Une autre carte permet de prendre connaissance des cavités souterraines localisées sur la commune,.

#### Risque particulier
Dans plusieurs parties du territoire national, le radon, accumulé dans certains logements ou autres locaux, peut constituer une source significative d’exposition de la population aux rayonnements ionisants. Toutes les communes du département sont concernées par le risque radon à un niveau plus ou moins élevé. Selon le dossier départemental des risques majeurs du département établi en 2013, la commune de Montsalès est classée à risque faible. Un décret du 4 juin 2018 a modifié la terminologie du zonage définie dans le code de la santé publique et a été complété par un arrêté du 27 juin 2018 portant délimitation des zones à potentiel radon du territoire français. La commune est désormais en zone 1, à savoir zone à potentiel radon faible.

## Histoire
Le village est un ancien castrum. L'agglomération fortifiée a gardé les traces d'un vaste couderc autour duquel elle était autrefois organisée : c'est la place actuelle. Le château aurait été construit vers 1260 par Géraud de Cardailhac, puis occupé par la puissante famille Balaguier qui en fit le centre de ses seigneuries. Plus tard, en 1601, il passa, par mariage, entre les mains des Crussol d'Uzès. Du château il ne reste que le donjon carré, sans doute rabaissé, considéré comme l'un des plus anciens du Rouergue et dont les murs ont une épaisseur record de 2,35 mètres. Contre ce dernier s'appuie un logis du XVIIe siècle. Mais l'histoire de Montsalès remonte loin dans le temps à une époque préhistorique où les hommes qui s'établirent sur le causse dressèrent de nombreux monuments mégalithiques.

## Politique et administration

### Découpage territorial
La commune de Montsalès est membre de la Ouest Aveyron Communauté, un établissement public de coopération intercommunale (EPCI) à fiscalité propre créé le 1er janvier 2017 dont le siège est à Villefranche-de-Rouergue. Ce dernier est par ailleurs membre d'autres groupements intercommunaux.
Sur le plan administratif, elle est rattachée à l'arrondissement de Villefranche-de-Rouergue, au département de l'Aveyron et à la région Occitanie. Sur le plan électoral, elle dépend du  canton de Villeneuvois et Villefranchois pour l'élection des conseillers départementaux, depuis le redécoupage cantonal de 2014 entré en vigueur en 2015, et de la deuxième circonscription de l'Aveyron  pour les élections législatives, depuis le dernier découpage électoral de 2010.

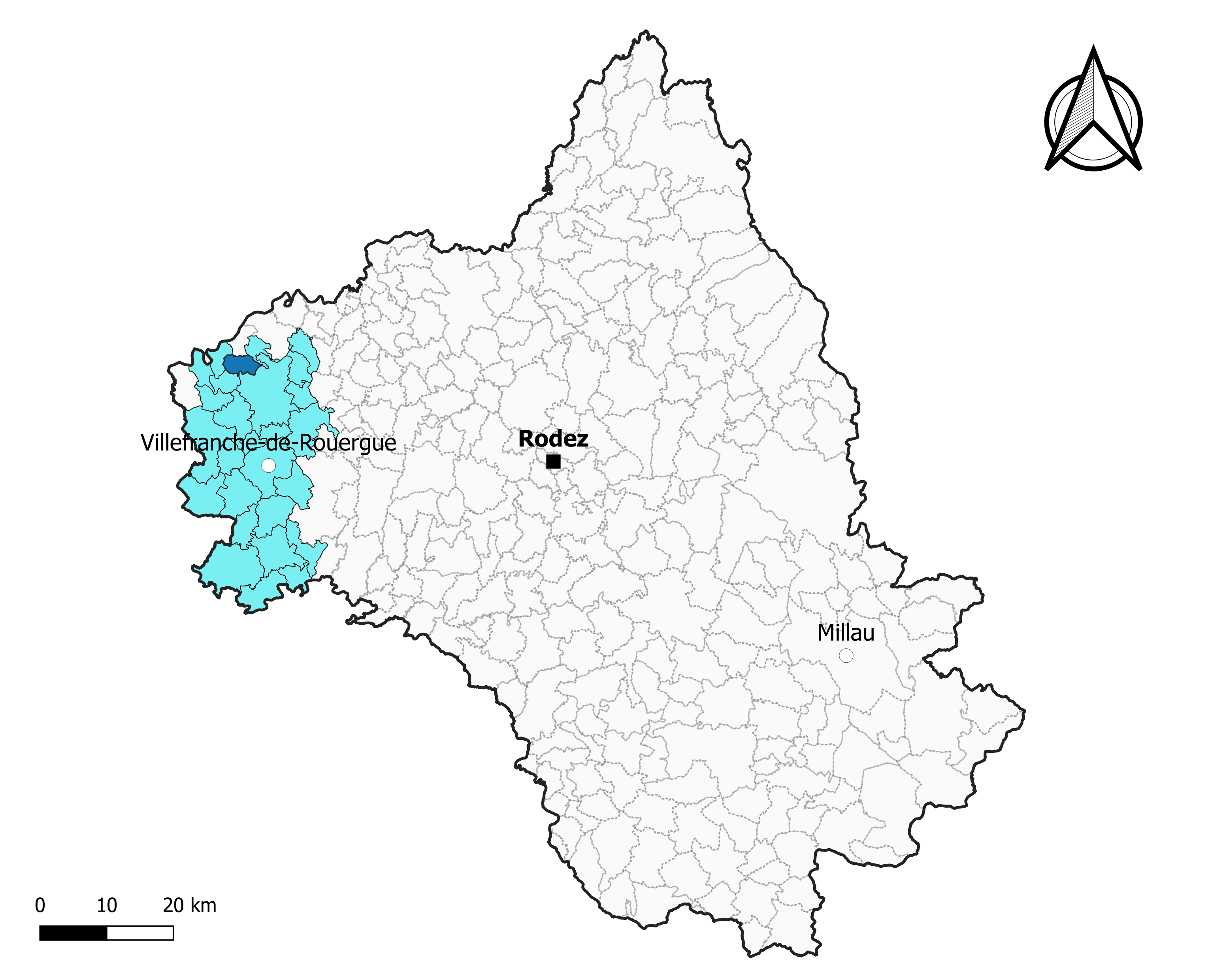
Montsalès dans l'intercommunalité en 2020.
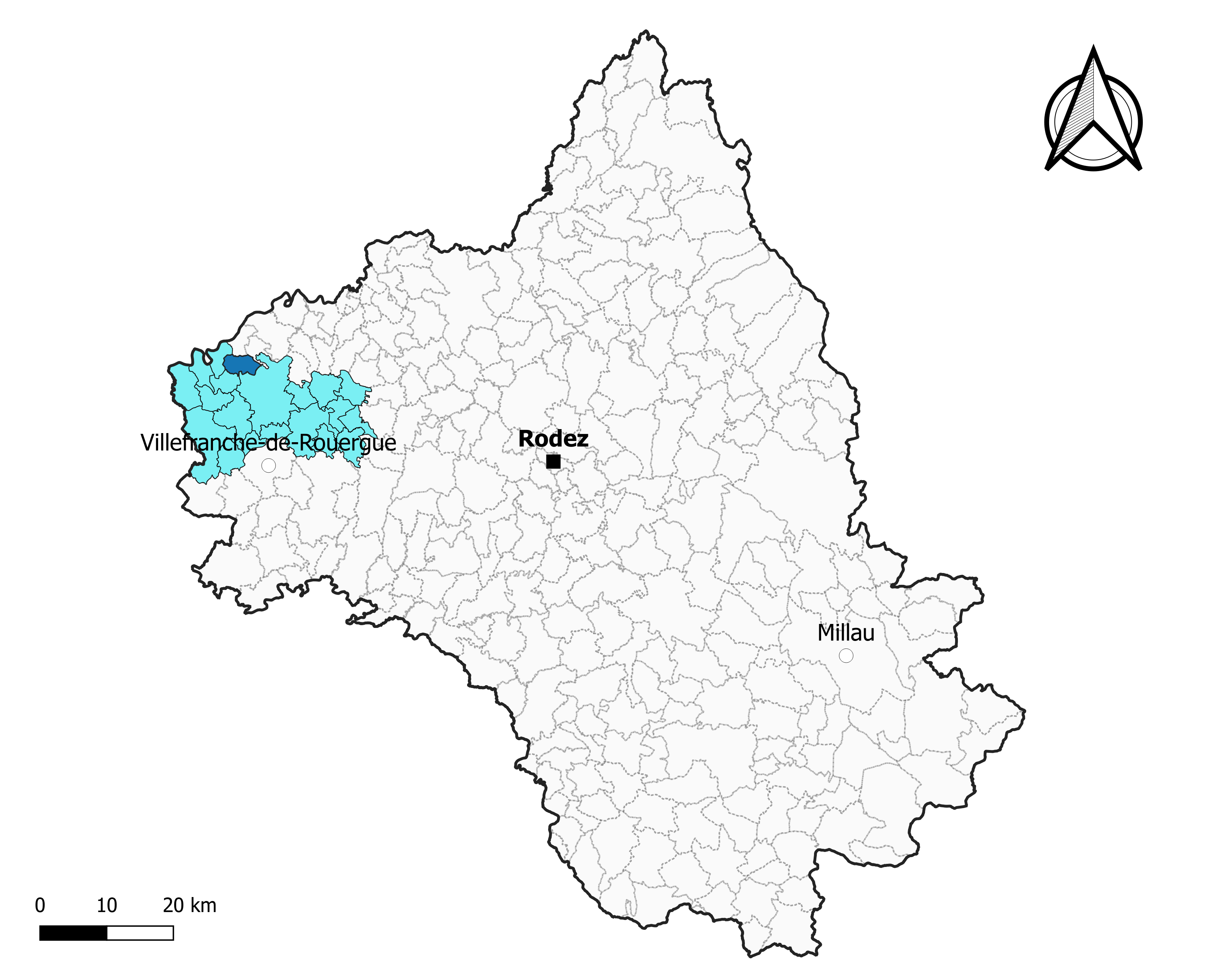
Montsalès dans le canton de Villeneuvois et Villefranchois en 2020.
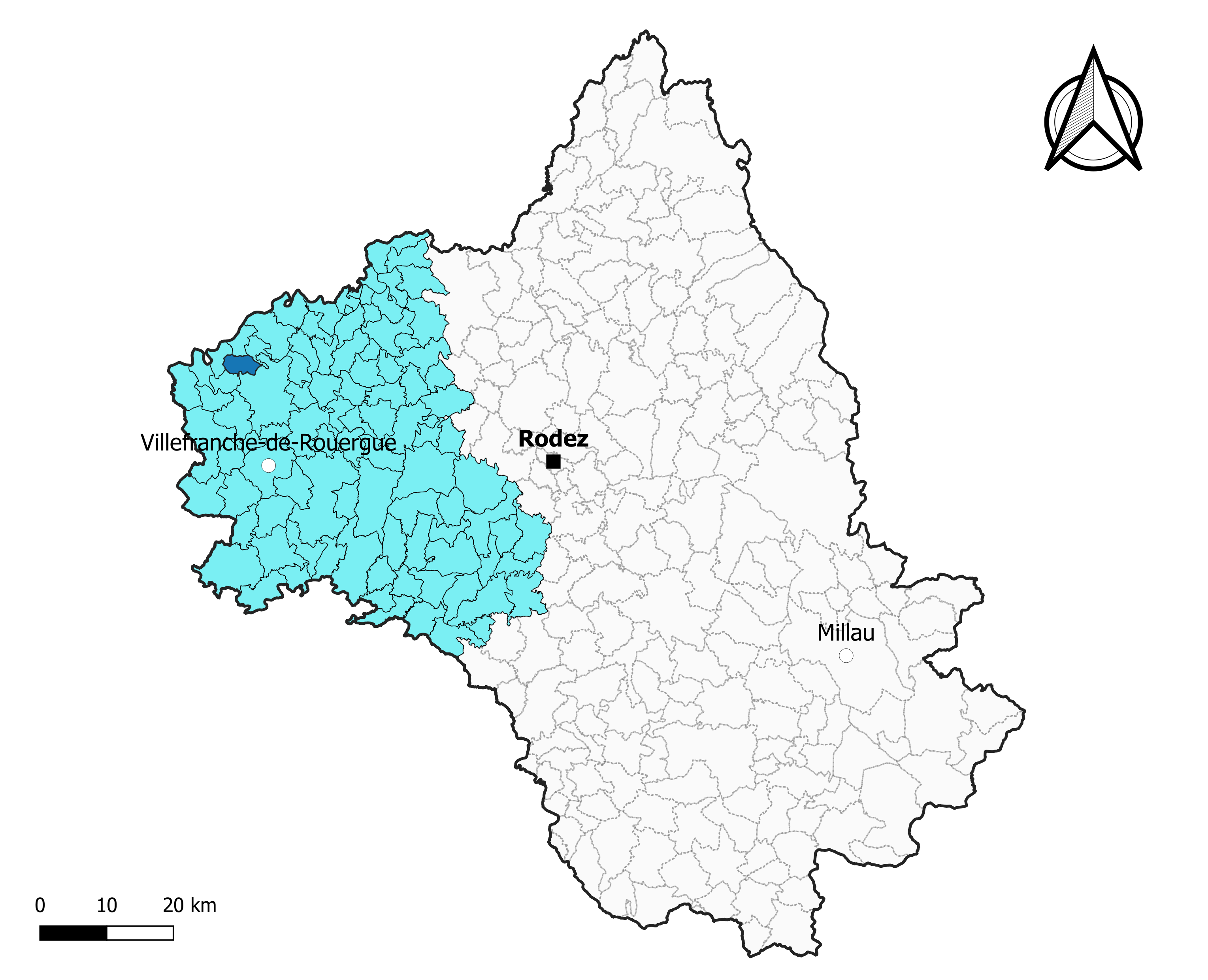
Montsalès dans l'arrondissement de Villefranche-de-Rouergue en 2020.

### Élections municipales et communautaires

#### Élections de 2020
Le conseil municipal de Montsalès, commune de moins de 1 000 habitants, est élu au scrutin majoritaire plurinominal à deux tours avec candidatures isolées ou groupées et possibilité de panachage. Compte tenu de la population communale, le nombre de sièges à pourvoir lors des élections municipales de 2020 est de 11. La totalité des onze candidats en lice est élue dès le premier tour, le 15 mars 2020, avec un taux de participation de 74,9 %.
Benoît Marty, maire sortant, est réélu pour un nouveau mandat le 28 mai 2020.
Dans les communes de moins de 1 000 habitants, les conseillers communautaires sont désignés parmi les conseillers municipaux élus en suivant l’ordre du tableau (maire, adjoints puis conseillers municipaux) et dans la limite du nombre de sièges attribués à la commune au sein du conseil communautaire. Un siège est attribué à la commune au sein de la Ouest Aveyron Communauté.

#### Liste des maires
| Période                                  | Période   | Identité      | Étiquette | Qualité                   |
| ---------------------------------------- | --------- | ------------- | --------- | ------------------------- |
| mars 2001                                | mars 2008 | Robert Breil  |           |                           |
| mars 2008                                |           | Benoit Marty  | SE        | Entrepreneur en bâtiments |
| mars 2014                                | En cours  | Benoît Marty, |           | Artisan                   |
| Les données manquantes sont à compléter. |           |               |           |                           |

## Démographie
L'évolution du nombre d'habitants est connue à travers les recensements de la population effectués dans la commune depuis 1793. Pour les communes de moins de 10 000 habitants, une enquête de recensement portant sur toute la population est réalisée tous les cinq ans, les populations de référence des années intermédiaires étant quant à elles estimées par interpolation ou extrapolation. Pour la commune, le premier recensement exhaustif entrant dans le cadre du nouveau dispositif a été réalisé en 2005.

En 2022, la commune comptait 323 habitants, en évolution de −0,62 % par rapport à 2016 (Aveyron : +0,37 %, France hors Mayotte : +2,11 %).
| 1793 | 1800 | 1806  | 1821  | 1831  | 1836  | 1841  | 1846  | 1851  |
| ---- | ---- | ----- | ----- | ----- | ----- | ----- | ----- | ----- |
| 693  | 713  | 1 876 | 1 783 | 1 406 | 1 445 | 1 274 | 1 268 | 1 398 |

| 1856  | 1861  | 1866  | 1872  | 1876  | 1881  | 1886 | 1891 | 1896 |
| ----- | ----- | ----- | ----- | ----- | ----- | ---- | ---- | ---- |
| 1 400 | 1 428 | 1 381 | 1 239 | 1 213 | 1 178 | 648  | 575  | 585  |

| 1901 | 1906 | 1911 | 1921 | 1926 | 1931 | 1936 | 1946 | 1954 |
| ---- | ---- | ---- | ---- | ---- | ---- | ---- | ---- | ---- |
| 551  | 503  | 504  | 434  | 512  | 507  | 438  | 325  | 287  |

| 1962 | 1968 | 1975 | 1982 | 1990 | 1999 | 2005 | 2006 | 2010 |
| ---- | ---- | ---- | ---- | ---- | ---- | ---- | ---- | ---- |
| 260  | 219  | 195  | 203  | 199  | 215  | 227  | 234  | 248  |

| 2015 | 2020 | 2022 | - | - | - | - | - | - |
| ---- | ---- | ---- | - | - | - | - | - | - |
| 312  | 326  | 323  | - | - | - | - | - | - |

## Économie

### Revenus
En 2018  (données Insee publiées en septembre 2021), la commune compte 140 ménages fiscaux, regroupant 311 personnes. La médiane du revenu disponible par unité de consommation est de 21 030 € (20 640 € dans le département).

### Emploi
| Division       | 2008  | 2013  | 2018  |
| -------------- | ----- | ----- | ----- |
| Commune        | 3,7 % | 7,5 % | 6 %   |
| Département    | 5,4 % | 7,1 % | 7,1 % |
| France entière | 8,3 % | 10 %  | 10 %  |

En 2018, la population âgée de 15 à 64 ans s'élève à 184 personnes, parmi lesquelles on compte 85,8 % d'actifs (79,8 % ayant un emploi et 6 % de chômeurs) et 14,2 % d'inactifs,. Depuis 2008, le taux de chômage communal (au sens du recensement) des 15-64 ans est inférieur à celui de la France et du département.
La commune fait partie de la couronne de l'aire d'attraction de Villefranche-de-Rouergue, du fait qu'au moins 15 % des actifs travaillent dans le pôle,. Elle compte 39 emplois en 2018, contre 31 en 2013 et 43 en 2008. Le nombre d'actifs ayant un emploi résidant dans la commune est de 152, soit un indicateur de concentration d'emploi de 25,7 % et un taux d'activité parmi les 15 ans ou plus de 58,9 %.
Sur ces 152 actifs de 15 ans ou plus ayant un emploi, 22 travaillent dans la commune, soit 15 % des habitants. Pour se rendre au travail, 94 % des habitants utilisent un véhicule personnel ou de fonction à quatre roues, 2 % s'y rendent en deux-roues, à vélo ou à pied et 4 % n'ont pas besoin de transport (travail au domicile).

### Activités hors agriculture
35 établissements sont implantés  à Montsalès au 31 décembre 2019. Le tableau ci-dessous en détaille le nombre par secteur d'activité et compare les ratios avec ceux du département,.
| Secteur d'activité                                                                                        | Commune | Commune | Département |
| Secteur d'activité                                                                                        | Nombre  | %       | %           |
| --- | ------- | ------- | ----------- |
| Ensemble                                                                                                  | 35      | 100 %   | (100 %)     |
| Industrie manufacturière, industries extractives et autres                                                | 10      | 28,6 %  | (17,7 %)    |
| Construction                                                                                              | 8       | 22,9 %  | (13 %)      |
| Commerce de gros et de détail, transports, hébergement et restauration                                    | 5       | 14,3 %  | (27,5 %)    |
| Information et communication                                                                              | 1       | 2,9 %   | (1,5 %)     |
| Activités financières et d'assurance                                                                      | 1       | 2,9 %   | (3,4 %)     |
| Activités immobilières                                                                                    | 2       | 5,7 %   | (4,2 %)     |
| Activités spécialisées, scientifiques et techniques et activités de services administratifs et de soutien | 5       | 14,3 %  | (12,4 %)    |
| Administration publique, enseignement, santé humaine et action sociale                                    | 1       | 2,9 %   | (12,7 %)    |
| Autres activités de services                                                                              | 2       | 5,7 %   | (7,8 %)     |

Le secteur de l'industrie manufacturière, des industries extractives et autres est prépondérant sur la commune puisqu'il représente 28,6 % du nombre total d'établissements de la commune (10 sur les 35 entreprises implantées  à Montsalès), contre 17,7 % au niveau départemental.

### Agriculture
La commune est dans le Bas Quercy, une petite région agricole occupant l'extrême-ouest du département de l'Aveyron. En 2020, l'orientation technico-économique de l'agriculture  sur la commune est l'élevage de bovins, pour la viande.
|               | 1988 | 2000 | 2010 | 2020 |
| ------------- | ---- | ---- | ---- | ---- |
| Exploitations | 34   | 20   | 16   | 10   |
| SAU (ha)      | 643  | 556  | 417  | 389  |

Le nombre d'exploitations agricoles en activité et ayant leur siège dans la commune est passé de 34 lors du recensement agricole de 1988  à 20 en 2000 puis à 16 en 2010 et enfin à 10 en 2020, soit une baisse de 71 % en 32 ans. Le même mouvement est observé à l'échelle du département qui a perdu pendant cette période 51 % de ses exploitations,. La surface agricole utilisée sur la commune a également diminué, passant de 643 ha en 1988 à 389 ha en 2020. Parallèlement la surface agricole utilisée moyenne par exploitation a augmenté, passant de 19 à 39 ha.

## Culture locale et patrimoine

### Lieux et monuments
La commune a été habitée dès la préhistoire, comme l'attestent au sud du bourg le dolmen de Pauty dit aussi de l'Homme Mort, avec son imposante table,  et  le dolmen du Bois des Porcs, quelques kilomètres au nord-est du bourg (dit aussi dolmen de Foissac). Les vestiges néolithiques retrouvés  à la grotte de la Gleio de Maou attestent qu'elle a été occupée également par les hommes de la Préhistoire.
Si le village conserve peu de monuments importants, il est très riche en petit patrimoine de pays : murets et cayrous, cabanes, abris et cazelles, croix (de pierre, de fer de bois de fonte et de ciment), pigeonniers, fontaines et bassins...
La tour fut construite au XIVe siècle pendant la guerre de Cent Ans, pour servir de poste d'observation des troupes et brigands anglais qui passaient par la vallée du Lot. Elle est restaurée depuis peu et sert aujourd'hui de lieu d'exposition.
L'église Notre-Dame-de-l'Assomption restaurée au clocher-porche du XIXe siècle orné de statues, clocheton octogonal.
Le territoire de la commune s'étend sur deux zones bien distinctes : causse d'un côté et terrefort de l'autre.
Depuis les différents points de vue on peut observer l'entaille faite sur les bords du plateau calcaire. Le « Saut éternel »  accessible depuis la place du village offre un magnifique panorama sur la vallée du Lot.
En empruntant un petit sentier qui passe sous le village, la «source du Flancou» où l'on peut tremper le pied (si l'on ne craint pas l'eau froide) se dérobe à flanc de colline. On croirait que l'eau sort directement de la roche pour atterrir dans un lavoir.
Alimentés par une source, l'eau d'une résurgence, les lavoirs sont implantés au plus près du village. Lieux naguère exclusivement fréquentés par les femmes, ils étaient des lieux d'échanges et de convivialité. Les lavoirs sont des constructions datant du XIXème siècle nées du souci d'améliorer l'hygiène publique au XIXe siècle. Le lavoir de Brignole porte l'inscription « don de Cibiel député de l'Aveyron 1881 ». Les planches à laver sont en pierre d'un seul tenant.

### Personnalités liées à la commune
- Émile Bessière (1860-1944), parolier et auteur dramatique, y est né.